# Violent Shit 2
Pour les articles homonymes, voir Shit.
Série
Violent Shit
(1989) Violent Shit III
(1999)
Pour plus de détails, voir Fiche technique et Distribution.
Violent Shit 2 est le troisième long-métrage gore du réalisateur Andreas Schnaas. Il est sorti en 1992.
Contrairement à l'épisode précédent, Violent Shit 2 joue plutôt sur un ton humoristique et absurde (plaie soignée avec une agrafeuse, inceste, scatophilie, tête coupée encore vivante, réflexions stupides de la part du tueur).

## Sypnosis
Karl Butcher Jr. se lance dans une série de meurtres sanglants, pour venger la mort de son père, célèbre tueur en série de Hambourg.
Sadique et cannibale, Karl va répandre le sang et la mort...

## Fiche technique
- Titre : Violent Shit II: Mother Hold My Hand
- Titres Alternatifs : Akuma no Ejiki 2 - Devil's Mother (Japon)
- Réalisation : Andreas Schnaas
- Scénario : Andreas Schnaas
- Production : Reel Gore Productions
- Distribution : Astro Distribution & Haxan Films (France)
- Pays d'origine : Allemagne
- Genre : Comédie horrifique et slasher
- Durée : 83 minutes
- Date de sortie : 1992 (Allemagne)
- Film interdit aux moins de 16 ans

## Autour du film
- Andreas Schnaas a joué le rôle de Karl Butcher Jr..
- C'est à partir de ce film que les tueurs porteront le fameux masque représenté sur les jaquettes de la trilogie.
- Le film est sorti en France sous une éditions VHS sous-titré chez l'éditeur Haxan Films en 1997.